# Benedictus Joannis
Benedictus Joannis, död 1624 i Flisby församling, Jönköpings län, var en svensk präst i Flisby församling.

## Biografi
Benedictus Joannis var son till kronofogden Jöns Boson i Vedbo. Joannis blev 1585 kyrkoherde i Flisby församling. Han skrev under Uppsala möte 1593. Joannis avled 1624 i Flisby församling.
Hans son Daniel Benedicti efterträdde som kyrkoherde i Flisby församling.